# にこまるTV
『にこまるTV』（にこまるテレビ）は、1993年10月から2010年3月26日まで瀬戸内海放送で放送された高松本社制作の地域情報番組。ただし、2000年4月から同年6月までは放送を休止していた（理由は後述）。通称『にこテレ』。タイトルは旧放送開始時間の「2時50分」にかけたもの。2006年12月1日からハイビジョン制作。
番組終了時まで使用されていたオープニングテーマは、2004年に瀬戸内海放送でも放送されたアニメ『ふたりはプリキュア』（朝日放送制作）でプリキュア変身時に使われる曲を短縮アレンジにしたものである。
番組は2010年3月26日放送分をもって終了。同年3月29日に平日11時30分枠へ移動し、『にこまるワイド』と題してスタートした。

## 放送時間
- 月曜日 - 金曜日 15:45 - 15:58 （JST）
当初の放送開始時刻はタイトルどおりの14:50だったが、一時期は15時台や13時台や11時台に放送。放送時間を何度も変えたのち、再び14:50枠に落ち着いた。
2000年4月から6月までは昼・夕方枠の再編に伴い、『おとなりTV・KSBスーパーJチャンネル』として放送するために一旦終了した。その間、13:55と14:50の2回に『KSBニュース』を放送した。
しかし、視聴率不振からか2000年7月には再々編され、再び14:50枠で番組は復活した。
2009年3月30日から同番組の前後に放送されている再放送枠の枠入れ替えに伴い、55分繰り下がって現在の[いつ?]放送時間に落ち着いた。

## 主なコーナー

### 番組終了時点[いつ?]
- にこナビ（月曜）
- シネマプレス（火曜）
- にこまるキッチン（水曜）
- にこにこ大辞典（月1回木曜）
- 金曜中継（月1回）

### 過去
- ニュース・天気 - 2006年11月までは番組内で伝えていたが、2006年12月より番組本体と分離する形を採った。2009年3月27日をもって廃止。『KSBスーパーJチャンネル』の放送開始時刻が16:53に2分前倒して拡大したことで、事実上ニュース枠はそちらに移転・統合される形になった。

## 出演者

### 番組終了時点での出演者[いつ?]
MC'
- 油井亜衣（元秋田朝日放送アナウンサー、2009年4月6日 - 、月曜 - 木曜担当）
- 前田圭見（旧姓：浮田、当時KSBアナウンサー、2009年3月30日 - 、金曜担当）

金曜担当の前田はKSBの番組へは局アナ時代以来10年振りの出演となる。現在、1児の母であるため、母の目線でのMCが特徴となっている。また、金曜以外でもナレーションを担当している。
リポーター
- 山田由美子
- 吉岡美穂（タレントの吉岡美穂とは別の人物）

### 過去の出演者
いずれも2009年3月27日まで出演。
- 柚木恵里子（リポーター担当）
- 丸朋子（シネマプレス担当）
- 森本真帆（2007年4月からMC担当）